# Pietro Alessandro Guglielmi
Pietro Alessandro Guglielmi, född 9 december 1726, död 18 november 1804, var en italiensk tonsättare.
Guglielmi var en tid en av Italiens mest firade tonsättare inom opera buffa-genren, av vars element han utvecklade vissa till opera seria. Hans operor I due gemelli, I vaggiatori ridicoli och La bella pescatrice var särskilt omtyckta för sin folkliga, ofta groteska komik, sina melodiösa arior och dramatiska ensembler. År 1793 blev Guglielmi kapellmästare vid Peterskyrkan i Rom och skrev därefter mest kyrklig musik, bland annat en rad oratorier.